# اجحم (الرضمة)

تعديل مصدري - تعديل

اجحم محلة تابعة لقرية الملاحة، التابعة لعزلة البكرة بمديرية الرضمة إحدى مديريات محافظة إب في الجمهورية اليمنية.، بلغ تعداد سكانها 242 حسب تعداد اليمن لعام 2004.